# 30th Anniversary THE YELLOW MONKEY SUPER DOME TOUR BOX
『30th Anniversary THE YELLOW MONKEY SUPER DOME TOUR BOX』はTHE YELLOW MONKEYのライブ映像作品ボックス・セット。
同時発売されたライブ映像作品『THE YELLOW MONKEY 30th Anniversary LIVE DOME SPECIAL 2020.11.03』Blu-rayとDVDについても述べる。

## 解説
完全生産限定盤の当ボックス・セットは「THE YELLOW MONKEY 30th Anniversary DOME TOUR」から2019年12月28日のナゴヤドーム公演、2020年2月11日の京セラドーム公演に加えて、2020年11月3日の東京ドーム公演「THE YELLOW MONKEY 30th Anniversary LIVE-DOME SPECIAL-」を収録したBlu-ray3枚組、DVD6枚組から構成されている。
Blu-rayには、ナンバリングが入ったTHE YELLOW MONKEYの30年の活動史上初のLPサイズ仕様のパッケージに、東京ドーム公演を終えたメンバーのインタビューも含んだアフターツアーパンフレットの他、名古屋ドームにて初公開となった、THE YELLOW MONKEY結成後まもなく録音した初のコンパクトカセット・デモテープを当時のデザインのままにダウンロードコード付で復刻同梱。更に当初の開催予定だった2020年4月4日・5日の東京ドーム公演で配布する予定だったハンドタオルを同梱。
DVDには、名古屋、京セラドーム、東京ドームの3公演からライブの重要なシーンを切り取った「ライブフォトカード」全30枚を封入。

### THE YELLOW MONKEY 30th Anniversary LIVE DOME SPECIAL 2020.11.03
同日に当ボックス・セットから「THE YELLOW MONKEY 30th Anniversary LIVE-DOME SPECIAL-」と題された2020年11月3日の東京ドーム公演を『THE YELLOW MONKEY 30th Anniversary LIVE DOME SPECIAL 2020.11.03』のタイトルでBlu-ray、DVD2枚組として単体発売されている。

## 収録内容

### DISC1 NAGOYA DOME(2019.12.28)
1. SECOND CRY
2. ROCK STAR
3. SPARK
4. Balloon Balloon
5. A HENな飴玉
6. 追憶のマーメイド
7. 球根
8. This Is For You
9. LOVERS ON BACKSTREET
10. Foxy Blue Love
11. SLEEPLESS IMAGINATION
12. I don't know
13. BURN
14. LOVE LOVE SHOW
15. JAM
16. DANDAN
17. パンチドランカー
18. 天道虫
19. "I"
20. SUCK OF LIFE
21. Horizon
22. Father
23. シルクスカーフに帽子のマダム
24. アバンギャルドで行こうよ
25. バラ色の日々
26. ALRIGHT
27. 悲しきASIAN BOY

### DISC2 KYOCERA DOME OSAKA(2020.02.11)
1. Romantist Taste
2. 楽園
3. ROCK STAR
4. Balloon Balloon
5. FINE FINE FINE
6. MOONLIGHT DRIVE
7. 球根
8. カナリヤ
9. Four Seasons
10. Foxy Blue Love
11. SLEEPLESS IMAGINATION
12. 砂の塔
13. 嘆くなり我が夜のFantasy
14. LOVE LOVE SHOW
15. JAM
16. DANDAN
17. ロザーナ
18. 天道虫
19. SPARK
20. バラ色の日々
21. 太陽が燃えている
22. SUCK OF LIFE
23. BRILLIANT WORLD
24. Sweet & Sweet
25. ALRIGHT
26. 悲しきASIAN BOY
27. 未来はみないで

### DISC3 TOKYO DOME(2020.11.03)
1. 真珠色の革命時代〜Pearl Light Of Revolution〜
2. 追憶のマーメイド
3. SPARK
4. Balloon Balloon
5. Tactics
6. 球根
7. 花吹雪
8. Four Seasons
9. Foxy Blue Love
10. SLEEPLESS IMAGINATION
11. 熱帯夜
12. BURN
13. JAM
14. メロメ
15. 天道虫
16. パンチドランカー
17. Love Communication
18. バラ色の日々
19. SUCK OF LIFE
20. パール
21. 未来はみないで
22. 楽園
23. ALRIGHT
24. 悲しきASIAN BOY
25. プライマル。

### THE YELLOW MONKEY 30th Anniversary LIVE DOME SPECIAL 2020.11.03
上記　DISC3 TOKYO DOME(2020.11.03)と同内容